# Strade Bianche 2020
La 14.ª edición de la clásica ciclista Strade Bianche  fue una carrera en Italia que se celebró el 1 de agosto de 2020 sobre un recorrido de 184 kilómetros con inicio y final en la ciudad de Siena, Italia.
La carrera formó parte del UCI WorldTour 2020, calendario ciclístico de máximo nivel mundial, siendo la sexta carrera de dicho circuito. El vencedor final fue el belga Wout van Aert del Jumbo-Visma. Completaron el podio, como segundo y tercer clasificado respectivamente, el italiano Davide Formolo del UAE Emirates y el alemán Maximilian Schachmann del Bora-Hansgrohe.
Debido a la pandemia de coronavirus en el mundo que afectó significativamente al deporte mundial, el calendario de ciclismo profesional reanudó gradualmente las competiciones siguiendo todos los protocolos de salud asociados con los eventos deportivos.

## Recorrido
La carrera comienza y termina en la ciudad de Siena, realizados en su totalidad en el sur de la provincia de Siena, en la Toscana. La carrera es especialmente conocido por sus caminos de tierra blanca (strade bianche o sterrati).
En cuanto al recorrido de la edición de 2020, apenas habrá diferencias en los primeros kilómetros respecto a la prueba del 2019, donde se incluyeron 11 sectores y 63 kilómetros de tramos de tierra, un 34.2% de la prueba, un porcentaje realmente llamativo en una carrera que se disputa sobre una distancia total de 184 kilómetros.
La carrera termina como en años anteriores en la famosa Piazza del Campo de Siena, después de una estrecha ascensión adoquinada en la Via Santa Caterina, en el corazón de la ciudad medieval, con tramos de hasta el 16% de pendiente máxima.
Sectores de caminos de tierra:
| Número | Nombre                | Km    | Longitud (m) | Categoría         |
| ------ | --------------------- | ----- | ------------ | ----------------- |
| 1      | Vidritta              | 10,6  | 2100         | *                 |
| 2      | Bagnaia               | 23    | 5800         | *                 |
| 3      | Radi                  | 36,9  | 4400         | * · * · *         |
| 4      | La Piana              | 47,6  | 5500         | *                 |
| 5      | Lucignano d'Asso      | 73,7  | 11 900       | * · * · *         |
| 6      | Pieve a Salti         | 90    | 8000         | * · * · * · *     |
| 7      | San Martino in Grania | 111,3 | 9500         | * · * · *         |
| 8      | Monte Sante Marie     | 130   | 11 500       | * · * · * · * · * |
| 9      | Monteaperti           | 149,8 | 800          | *                 |
| 10     | Colle Pinzuto         | 161,2 | 2400         | * · * · * · *     |
| 11     | Le Tolfe              | 172,1 | 1100         | * · * · *         |

## Equipos participantes
Tomaron parte en la carrera 24 equipos: 18 de categoría UCI WorldTeam y 6 de categoría UCI ProTeam;. Formando así un pelotón de 166 ciclistas de los que acabaron 42. Los equipos participantes fueron:
| WorldTeams (18)- AG2R La Mondiale - Astana - Bahrain McLaren - Bora-Hansgrohe - CCC Team - Deceuninck-Quick Step - EF Pro Cycling - Groupama-FDJ - Israel Start-Up Nation - Lotto Soudal - Mitchelton-Scott - Movistar Team - Ineos - Jumbo-Visma - Team Sunweb - Trek-Segafredo - UAE Team Emirates - NTT Pro Cycling ProTeams (6)- Androni Giocattoli-Sidermec - Bardiani CSF Faizanè - Arkéa-Samsic - Circus-Wanty Gobert - Alpecin-Fenix - B&B Hotels-Vital Concept p/b KTM |
| |

## Clasificaciones finales
- Las clasificaciones finalizaron de la siguiente forma:[5]

### Clasificación general
| \| Clasificación general \| Clasificación general \| Clasificación general \| Clasificación general \| Clasificación general \| \| Ciclista \| Ciclista \| Equipo \| Tiempo \| \| \| --------------------- \| --------------------- \| --------------------- \| --------------------- \| --------------------- \| \| 1.º \| Wout van Aert \| Jumbo-Visma \| 4 h 58 min 56 s \| \| \| 2.º \| Davide Formolo \| UAE Team Emirates \| + 30 s \| \| \| 3.º \| Maximilian Schachmann \| Bora-Hansgrohe \| + 32 s \| \| \| 4.º \| Alberto Bettiol \| EF Pro Cycling \| + 1 min 31 s \| \| \| 5.º \| Jakob Fuglsang \| Astana \| + 2 min 55 s \| \| \| 6.º \| Zdeněk Štybar \| Deceuninck-Quick Step \| + 3 min 59 s \| \| \| 7.º \| Brent Bookwalter \| Mitchelton-Scott \| + 4 min 25 s \| \| \| 8.º \| Greg Van Avermaet \| CCC Team \| + 4 min 27 s \| \| \| 9.º \| Michael Gogl \| NTT Pro Cycling \| + 6 min 47 s \| \| \| 10.º \| Diego Rosa \| Arkéa-Samsic \| + 7 min 45 s \| \| \| 11.º \| Gregor Mühlberger \| Bora-Hansgrohe \| + 8 min 11 s \| \| \| 12.º \| Michał Kwiatkowski \| Team Ineos \| + 10 min 03 s \| \| \| 13.º \| Tadej Pogačar \| UAE Team Emirates \| + 10 min 03 s \| \| \| 14.º \| Stefan Küng \| Groupama-FDJ \| + 10 min 03 s \| \| \| 15.º \| Mathieu van der Poel \| Alpecin-Fenix \| + 10 min 06 s \| \| \| 16.º \| Diego Ulissi \| UAE Team Emirates \| + 10 min 09 s \| \| \| 17.º \| Gorka Izagirre \| Astana \| + 10 min 09 s \| \| \| 18.º \| Loïc Vliegen \| Circus-Wanty Gobert \| + 10 min 11 s \| \| \| 19.º \| Matej Mohorič \| Bahrain McLaren \| + 10 min 30 s \| \| \| 20.º \| Andrea Vendrame \| AG2R La Mondiale \| + 13 min 41 s \| \| |                       |                       |                 |
| |                       |                       |                 |
| Fuente: ProCyclingStats |                       |                       |                 |
| Clasificación general |                       |                       |                 |
| Ciclista | Ciclista              | Equipo                | Tiempo          |
| 1.º | Wout van Aert         | Jumbo-Visma           | 4 h 58 min 56 s |
| 2.º | Davide Formolo        | UAE Team Emirates     | + 30 s          |
| 3.º | Maximilian Schachmann | Bora-Hansgrohe        | + 32 s          |
| 4.º | Alberto Bettiol       | EF Pro Cycling        | + 1 min 31 s    |
| 5.º | Jakob Fuglsang        | Astana                | + 2 min 55 s    |
| 6.º | Zdeněk Štybar         | Deceuninck-Quick Step | + 3 min 59 s    |
| 7.º | Brent Bookwalter      | Mitchelton-Scott      | + 4 min 25 s    |
| 8.º | Greg Van Avermaet     | CCC Team              | + 4 min 27 s    |
| 9.º | Michael Gogl          | NTT Pro Cycling       | + 6 min 47 s    |
| 10.º | Diego Rosa            | Arkéa-Samsic          | + 7 min 45 s    |
| 11.º | Gregor Mühlberger     | Bora-Hansgrohe        | + 8 min 11 s    |
| 12.º | Michał Kwiatkowski    | Team Ineos            | + 10 min 03 s   |
| 13.º | Tadej Pogačar         | UAE Team Emirates     | + 10 min 03 s   |
| 14.º | Stefan Küng           | Groupama-FDJ          | + 10 min 03 s   |
| 15.º | Mathieu van der Poel  | Alpecin-Fenix         | + 10 min 06 s   |
| 16.º | Diego Ulissi          | UAE Team Emirates     | + 10 min 09 s   |
| 17.º | Gorka Izagirre        | Astana                | + 10 min 09 s   |
| 18.º | Loïc Vliegen          | Circus-Wanty Gobert   | + 10 min 11 s   |
| 19.º | Matej Mohorič         | Bahrain McLaren       | + 10 min 30 s   |
| 20.º | Andrea Vendrame       | AG2R La Mondiale      | + 13 min 41 s   |

## UCI World Ranking
La Strade Bianche otorgó puntos para el UCI World Ranking para corredores de los equipos en las categorías UCI WorldTeam, UCI ProTeam y Continental. Las siguientes tablas son el baremo de puntuación y los 10 corredores que obtuvieron más puntos:
| Posición   | 1.º | 2.º | 3.º | 4.º | 5.º | 6.º | 7.º | 8.º | 9.º | 10.º | 11.º | 12.º | 13.º | 14.º | 15.º-20.º | 21.º-30.º | 31.º-50.º | 51.º-55.º | 56.º-60.º |
| Puntuación | 300 | 250 | 215 | 175 | 120 | 115 | 95  | 75  | 60  | 50   | 40   | 35   | 30   | 25   | 20        | 12        | 5         | 2         | 1         |

| Clasificación |                       |                       |        |
| Posición      | Ciclista              | Equipo                | Puntos |
| ------------- | --------------------- | --------------------- | ------ |
| 1.º           | Wout van Aert         | Jumbo-Visma           | 300    |
| 2.º           | Davide Formolo        | UAE Emirates          | 250    |
| 3.º           | Maximilian Schachmann | Bora-Hansgrohe        | 215    |
| 4.º           | Alberto Bettiol       | EF                    | 175    |
| 5.º           | Jakob Fuglsang        | Astana                | 120    |
| 6.º           | Zdeněk Štybar         | Deceuninck-Quick Step | 115    |
| 7.º           | Brent Bookwalter      | Mitchelton-Scott      | 95     |
| 8.º           | Greg Van Avermaet     | CCC                   | 75     |
| 9.º           | Michael Gogl          | NTT                   | 60     |
| 10.º          | Diego Rosa            | Arkéa Samsic          | 50     |